# 鐵閃石
鐵閃石（英語：Grunerite）是一種角閃石族礦物，化學式為◻{Fe2+
2}{Fe2+
5}(Si
8O
22)(OH)
2，與菱鐵閃石形成固溶體系列，並作為該系列鐵的端元礦物。其晶體呈纖維狀、柱狀或塊狀，屬單斜晶系。光澤從玻璃狀到珍珠色，顏色從綠色、棕色到深灰色不等。 莫氏硬度5～6，比重3.4～3.5。
鐵閃石於1853年被發現並以瑞士-法國化學家Emmanuel-Louis Gruner(1809–1883)的名字來命名，也是第一位分析該礦物的學者。

## 鐵石綿（纖維狀鐵閃石）
鐵石綿（英語：Amosite），是一種罕見的鐵閃石變種，主要在南非德蘭士瓦省東部作為石棉開採。其英文名稱來自「南非石棉礦」礦業公司的首字母縮寫。在工業上鐵石綿又被稱為「褐石綿」。